# Rallye Dakar 1988

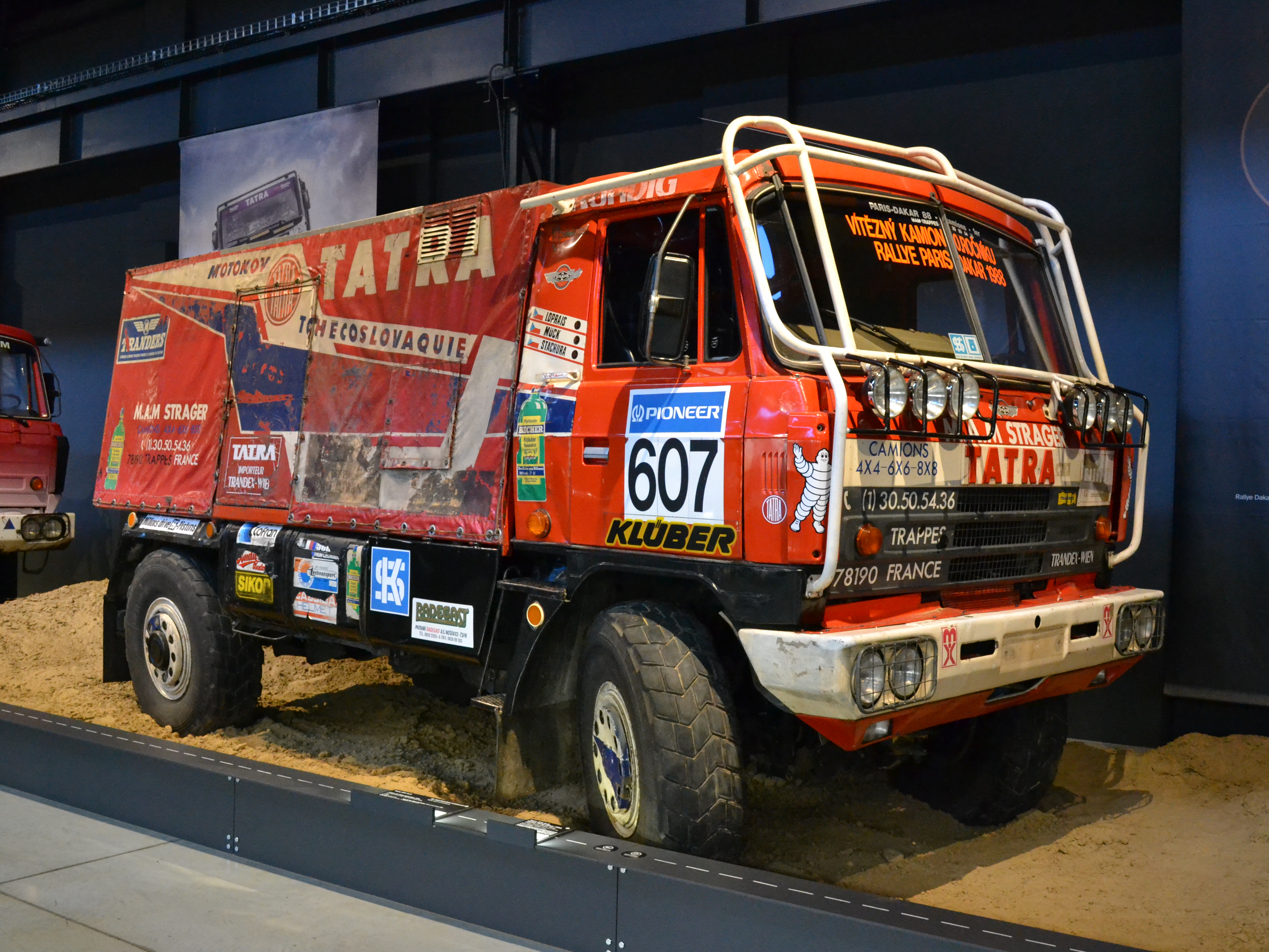
Vítězný kamion Tatra 815 4x4 Karla Lopraise

10e Pioneer Rallye Paris-Alger-Dakar je oficiální název desátého ročníku pouštního závodu Rallye Dakar, který se uskutečnil v roce 1988 na trase Paříž – Alžír – Dakar. Zúčastnilo se ho 311 motocyklů, 183 automobilů a 109 kamionů. Mezi automobilisty vyhrál Juha Kankkunen s vozem Peugeot 205 Turbo 16, mezi motocyklisty Edi Orioli s motocyklem Honda a mezi kamiony Karel Loprais s automobilem Tatra 815 4x4. Soutěž byla poznamenána smrtí šesti lidí.

## Etapy
| Etapa | Datum       | Z                  | Do                 | Celkem |
| Etapa | Datum       | Z                  | Do                 | km     |
| 1     | 1. ledna    | Versailles         | Versailles         | —      |
| —     | 2.-3. ledna | transfer do Afriky | transfer do Afriky | —      |
| 2     | 4. ledna    | Alžír              | El Oued            | 600    |
| 3     | 5. ledna    | El Oued            | Hassi Messaoud     | 594    |
| 4     | 6. ledna    | Hassi Messaoud     | Bordž Omar Driss   | 608    |
| 5     | 7. ledna    | Bordž Omar Driss   | Tamanrasset        | 987    |
| 6     | 8. ledna    | Tamanrasset        | Džanet             | 637    |
| 7     | 9. ledna    | Džanet             | Djado              | 742    |
| 8     | 10. ledna   | Djado              | Agadez             | 746    |
| —     | 11. ledna   | den odpočinku      | den odpočinku      | —      |
| 9     | 12. ledna   | Agadez             | Niamey             | 819    |
| 10    | 13. ledna   | Niamey             | Kidal              | 646    |
| 11    | 14. ledna   | Kidal              | Tessalit           | 450    |
| 12    | 15. ledna   | Tessalit           | Lemjebir           | 698    |
| 13    | 16. ledna   | Lemjebir           | Timbuktu           | 630    |
| 14    | 17. ledna   | Timbuktu           | Bamako             | 676    |
| 15    | 18. ledna   | Bamako             | Kayes              | 531    |
| 16    | 19. ledna   | Kayes              | Moudjeria          | 530    |
| 17    | 20. ledna   | Moudjeria          | Nuakšott           | 647    |
| 18    | 21. ledna   | Nuakšott           | Richard Toll       | 510    |
| 19    | 22. ledna   | Richard Toll       | Dakar              | 300    |

## Česká účast
Jediný český zástupce mezi motocyklisty byl Pavel Ort na motocyklu Jawa Rotax. Nákladní automobily týmu Motokov tradičně připravovala francouzská firma M.A.M. Strager. Jednalo se o dva vozy Liaz 111.154D a dva vozy Tatra 815, jeden na podvozku 4x4 a druhý na podvozku 6x6. S první Tatrou jela posádka Karel Loprais, Radomír Stachura a Ing. Tomáš Mück. S Tatrou 6x6 pak startovala posádka Zdeněk Kahánek, Zdeněk Hajdušek a Ota Meřínský. V Liazech startovaly posádky Miroslav Krejza, Jaroslav Joklík a Josef Brzobohatý a ve druhém Jiří Moskal, František Vojtíšek a Ing. Pavel Záleský. Dalším vozidlem byla Tatra 815 8x8, která sloužila jako doprovod pro všechny Tatry a Liazy, které byly prodané a pronajaté zahraničním týmům. V této tatře jela posádka Vlastimil Buchtyár, Ing. Josef Kalina a Serge Samson. Ke každému pronajatému vozu LIAZ navíc dodala automobilka řidiče a těmi byli Ing. Radek Fencl, Bohuslav Vonšovský, Aleš Fotr, Ladislav Fajtl a Pavel Svoboda.

## Průběh soutěže
Soutěž odstartovala prologem v Sergy-Pontoise nedaleko Paříže. V tom vítězí mezi motocykly Huyanen na Suzuki a náš Ort je devatenáctý. Mezi automobily vyhrál Lartigue s vozem Mitsubishi Pajero. Mezi kamiony vítězí Lutz Bernau s vozem MAN. Na druhém a čtvrtém místě jsou vozy Liaz v pořadí Moskal - Krejsa. Tatry jsou na osmém a devátém místě, lepší čas má Loprais. V Africe se do popředí mezi kamiony dostávají speciály DAF a mezi automobily posádky na vozech Peugeot 405 a 205. Ale vzdává Clay Regazzoni, který startoval s vozem Tatra. Brzy také odstupuje z osmačtyřicátého místa Ort, který havaroval a zlomil si čtyři žebra. Kvůli poruše nabírá obrovskou ztrátu doteď vedoucí motocyklista Gaston Rahier. Mezi kamiony vede Theo Van de Rijt a Jean de Rooy s vozy DAF. Na třetím místě je Moskal, čtvrtý Krejza, šestý Loprais a osmý Kahánek. V osobních vozech vede Ari Vatanen s Peugeotem 405. Na etapě do Djada musí pro poruchu převodovky odstoupit ze čtvrtého místa Liaz se startovním číslem 616, tedy Krejsova posádka. Hned v následující etapě se odehrála smrtelná nehoda. Havaroval momentálně druhý DAF Van de Rijta. Při nehodě zemřel navigátor Kees Van Loevezijn. Po této nehodě automobilka DAF ze soutěže odstoupila.

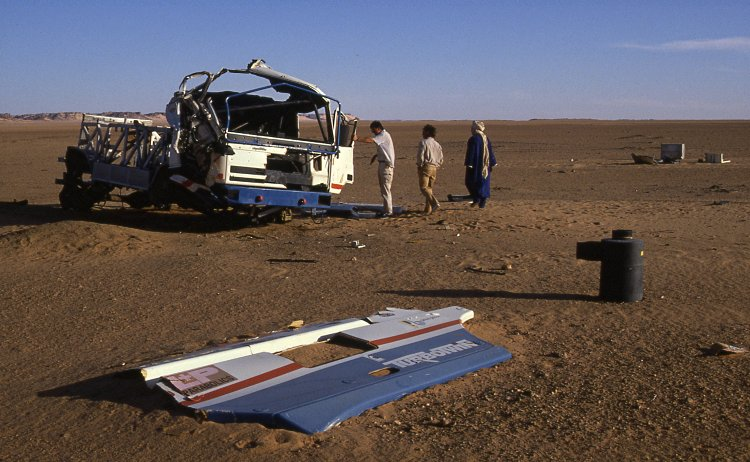
havarovaný DAF

Tatra 4x4 tuto etapu vyhrála, Zbývající Liaz dojel třetí a Tatra 6x6 čtvrtá. Tatra 8x8 má poprvé potíže s zadními listovými pery. Kuriózní problémy zažil Pavel Svoboda. Kvůli špatným navigačním přístrojům zabloudil a došlo mu palivo. Nejprve namíchal pohonnou směs z motorových kapalin, které vezl pro tým a později uprostřed pouště objevil 300 litrů nafty. V polovině soutěže je první LIAZ, druhý Bernau na MANu, třetí Tatra s Lopraisem a čtvrtá Tatra s Kahánkem. Vzápětí se Tatra 4x4 posune na druhé místo, ale Tatra 6x6 musí odstoupit pro poruchu listových per. Hned v další etapě kvůli stejnému problému vzdává i Tatra 8x8. Obě Tatry soutěž dokončí mimo pořadí. Problémy měl i zbývající Liaz, když přišel o čelní sklo. Oba československé kamiony jsou první s rozdílem 11 minut, třetí MAN ztrácí více než 3 hodiny. Mezi automobily stále vede Vatanen s Peugeotem. Jeho vůz je ale ukraden a i když je později nalezen, je jeho posádka diskvalifikována, protože nenastoupila na start. Do vedení se tak dostává Kankkunen s typem 205. Mezitím si vedení mezi kamiony zajišťuje Tatra před Liazem. Toto pořadí vydrží až do cíle, kde Karel Loprais získává první ze svých šesti vítězství.

## Výsledky

### Automobily
1. Juha Kankkunen - Peugeot 205 T16
2. Shinozuka - Mitsubishi Pajero
3. Patrick Tambay - Range Rover
4. Smith - Range Rover
5. Miller - Range Rover

### Kamiony
1. (19. celkově) Loprais - Tatra 815
2. (21. celkově) Moskal - Liaz 111.154D
3. (27. celkově) Bernau - MAN F2000
4. (52. celkově) Houssat - Perlini 105F
5. (65. celkově) Groine - Mercedes-Benz 1936 AK

### Motocykly
1. Orioli - Honda
2. Picco - Yamaha
3. Lalay - Honda
4. Mas - Yamaha
5. Teruzzi - Honda